# Малкин, Семён Яковлевич
Семён Я́ковлевич Ма́лкин (15 февраля 1915 — 18 июня 1986) — советский художник. Заслуженный художник РСФСР (1969).

## Биография
Учился в институте им. Репина в Ленинграде. С 1936 — художник-постановщик киностудии «Ленфильм» (с перерывом).
Заслуженный художник РСФСР (1969). Член КПСС с 1946 года.

## Фильмография
- 1939 — Хирургия
- 1949 — Звезда
- 1951 — Свет в Коорди
- 1952 — Живой труп
- 1953 — Весна в Москве
- 1954 — Запасной игрок
- 1955 — Двенадцатая ночь
- 1956 — Невеста
- 1958 — Ведьма
- 1958 — Кочубей
- 1960 — Человек с будущим
- 1961 — Старожил
- 1962 — Грешный ангел
- 1964 — Государственный преступник
- 1965 — Залп «Авроры»
- 1967 — Свадьба в Малиновке
- 1968 — На войне как на войне
- 1970 — Счастье Анны
- 1970 — Угол падения
- 1972 — Ижорский батальон
- 1973 — Открытая книга
- 1975 — Призвание
- 1976 — Длинное, длинное дело…
- 1977 — Собака на сене
- 1979 — Инженер Графтио
- 1979 — Летучая мышь
- 1980 — Благочестивая Марта
- 1983 — Средь бела дня…